# Belgrade Arena
A Arena Kombank (originalmente conhecida como Arena Belgrado) é uma arena de esportes multiuso localizado em Belgrado, capital da Sérvia.
Com um espaço total, que abrange 48 mil metros quadrados a arena possui uma capacidade total oficial de 20.000 lugares (para andebol, vôlei, basquetebol e outros eventos), é uma das maiores arenas cobertas do mundo. A capacidade máxima pode ser de até 25.000, de acordo com o evento a ser realizada. Seu custo foi estimado em € 70 milhões.

## Eventos
A construção da Arena Kombank ocorreu inicialmente pensando-se em sediar o Campeonato Mundial de Basquetebol Masculino de 1994, porém com o embargo comercial proposto pelas Nações Unidas contra a Sérvia devido envolvimento na Guerra Civil Iugoslava a sede foi transferida para o Canadá.
Oficialmente inaugurada em 2004, a arena foi sede já em 2005 do Campeonato Europeu de Voleibol Masculino e do EuroBasket, em 2007 o teve lugar o Festival Olímpico Europeu da Juventude, o Festival Eurovisão da Canção 2008, vencido pela Rússia, também teve lugar na arena. A Universíada de Verão de 2009, o Campeonato Mundial de Caratê de 2010, o Campeonato Europeu de Handebol Masculino de 2012, além do torneio feminino e o Campeonato Mundial de Handebol Feminino de 2013 e a final da Copa Davis do mesmo ano, são outros eventos que ocorreram no local.